# Tommy Conlon
Tommy Conlon (Filadelfia, 21 giugno 1917 – Huntington Beach, 8 gennaio 2000) è stato un attore statunitense, noto come attore bambino nel cinema americano dei primi anni trenta.

## Biografia
Nato a Filadelfia nel 1917, fu avviato alla carriera attoriale dal padre, anch'egli attore di teatro. Agli inizi degli anni trenta conobbe una certa celebrità come attore bambino, distinguendosi nel 1932 tra i protagonisti (assieme a Spencer Tracy e Doris Kenyon) in Young America di Frank Borzage. Sempre nel 1932 ebbe un ruolo di rilievo in The Sign of the Cross di Cecil B. DeMille, che gli diede fama internazionale. Nel film interpreta con grande efficacia la parte del giovane orfano cristiano Stefano, che la protagonista Marzia (Elissa Landi) ama come un fratello e che assieme a lei morirà come martire nell'arena.
Dopo alcuni anni di interruzione, tornò ancora al cinema agli inizi degli anni quaranta ma solo con alcune piccole parti non accreditate.
Lasciato definitivamente il mondo dello spettacolo lavorò come editore in una casa editrice.
Muore nel 2000 a Huntington Beach in California, all'età di 82 anni.

## Filmografia
- Over the Hill, regia di Henry King (1931)
- Young America, regia di Frank Borzage (1932)
- Rebecca of Sunnybrook Farm, regia di Alfred Santell (1932) - non accreditato
- Those We Love, regia di Robert Florey (1932)
- Il segno della croce (The Sign of the Cross), regia di Cecil B. DeMille (1932)
- Nessun uomo le appartiene (No Man of Her Own), regia di Wesley Ruggles (1932)
- Laughter in Hell, regia di Edward L. Cahn (1933)
- The Constant Woman, regia di Victor Schertzinger (1933)
- Solo una notte (Only Yesterday), regia di John M. Stahl (1933) - non accreditato
- Black Friday, regia di Arthur Lubin (1940) - non accreditato
- Avventura a Bombay (They Met in Bombay), regia di Clarence Brown (1941) - non accreditato
- Se mi vuoi sposami (Honky Tonk), regia di Jack Conway (1941) - non accreditato
- Vento selvaggio (Reap the Wild Wind), regia di Cecil B. DeMille (1942) - non accreditato